# جیمی شکلتون
جیمی شکلتون (انگلیسی: Jamie Shackleton؛ زادهٔ ۸ اکتبر ۱۹۹۹) بازیکن فوتبال اهل بریتانیا است.
از باشگاه‌هایی که در آن بازی کرده‌است می‌توان به باشگاه فوتبال لیدز یونایتد اشاره کرد.
وی همچنین در تیم ملی فوتبال زیر ۲۰ سال انگلستان بازی کرده‌است.

## دوران باشگاهی

### لیدز یونایتد
پس از بازی برای نونهالان کیپاکس اتلتیک، او در هفت سالگی به آکادمی جوانان لیدز یونایتد پیوست و اولین قرارداد خود را با این باشگاه در ۹ سالگی امضا کرد.
در تابستان ۲۰۱۷، شکلتون یک قرارداد حرفه‌ای دو ساله با لیدز یونایتد امضا کرد. او اولین بازی رسمی خود را در ۱۱ اوت ۲۰۱۸ در برد ۴–۱ مقابل دربی کانتی به عنوان یار جانشین انجام داد. در ۱۳ اوت ۲۰۱۸، دو روز پس از اولین بازی حرفه‌ای، شکلتون قرارداد خود را با لیدز یونایتد به مدت سه سال دیگر تمدید کرد.

#### میلوال (قرضی)
در ۱۹ ژوئیه ۲۰۲۲، شکلتون با یک قرارداد قرضی به مدت یک فصل به باشگاه فوتبال میلوال پیوست.

## دوران ملی
شکلتون اولین دعوت خود را به تیم ملی زیر ۲۰ سال انگلیس را برای مسابقات تولون ۲۰۱۹ به عنوان جایگزین عیسی سلیمان بازیکن استون ویلا دریافت کرد و اولین بازی خود را در شکست ۳–۲ مقابل پرتغال در ۴ ژوئن ۲۰۱۹ انجام داد.